# تمثال نصفي لكليوباترا
تمثال نصفي لكليوباترا السابعة، هو تمثال نصفي من الجرانيت معروض حاليًا في معرض مصر القديمة في متحف أونتاريو الملكي (ROM). يُعتقد أنه تم اكتشافه في الإسكندرية بمصر في موقع قصر كليوباترا الغارق في جزيرة أنتيرهودوس. تم شراء التمثال النصفي من قبل تشارلز تريك كوريلي، مؤسس ROM ، أثناء رحلة استكشافية في مصر في أوائل القرن العشرين.
يمكن العثور على تمثال نصفي لكليوباترا السابعة في المستوى 3 من ROM في صالات العرض في إفريقيا: مصر إلى جانب ما يقرب من 2000 قطعة أثرية مصرية أخرى معروضة.

## تاريخ تحديد الهوية

### الستينيات
عالم المصريات: برنارد فون بوتمر من متحف بروكلين، كان أول خبير حاول التعرف على القطعة ونشر نتائجه في كتالوج معرض من عام 1960. فيما يتعلق بموضوع تحديد مثل هذه التماثيل، قال فون بوتمر «يجب الحكم على كل منحوتة حسب الأسلوب، وليس من خلال السمات والتركيبات.» 
- خط العنق: أشار فون بوتمر إلى أنه «مع استثناءات، فإن الثوب الرقيق الذي يشير إليه خط العنق يكون أكثر شيوعًا في وقت مبكر منه في النحت البطلمي المتأخر.» 

- ملامح الوجه: عند فحص ملامح الوجه المنحوت، كان فون بوتمر يرى أن «التعبير جاف، لطيف، وغير ملتهب». شعر وكأن «هناك لغز في الوجه، والعنصر المحير هو على الأرجح هلنستي». واستنادًا إلى تحليل دقيق، اعتقد أنه يجب تمييز القطعة «عن المنحوتات التقليدية التي تعود إلى أوائل العصر البطلمي». 

مع عدم وجود مؤلفات علمية أخرى متاحة حول النحت في ذلك الوقت، خلص فون بوتمر إلى أنه: «إذا كان التاريخ المقترح (حوالي 240-200 قبل الميلاد) صحيحًا، فقد يكون لدينا في هذه الملكة إما برنيس الثانية أو أرسينوي الثالثة.» 

### 1980s
وأشار روبرت س. بيانكي ، من متحف بروكلين أيضًا، إلى أن التمثال النصفي كان إما لملكة أو إلهة لأن «ظهور الصل على ربطة الشعر هو سمة مشتركة لكليهما». اعتقد بيانكي أن تحديدًا أكثر دقة كان ممكنًا «لو تم الحفاظ على الحلقات على تاج الرأس». 
- خط العنق: قررت بيانكي التركيز على السمات المنحوتة الأخرى للتمثال النصفي «من أجل المعايير الزمنية».  لاحظ وجود «خط العنق المقعر والمرتفع»  على التمثال وقارن ملامح خط العنق بالتماثيل البطلمية الأخرى لنساء من Musées royaux d'art et d'histoire في بروكسل، بلجيكا (بالإنجليزية: المتاحف الملكية للفن والتاريخ) ومعرض الفنون بجامعة ييل في نيو هافن، كونيتيكت. تعود كل من التماثيل التي استخدمها بيانكي للمقارنة بقطعة ROM إلى ما بين 200-100 قبل الميلاد. 

- ملامح الوجه: حدد بيانكي أيضًا الفترة الزمنية لتمثال نصفي باستخدام أسلوب نحت ملامح الوجه. وأشار إلى أن «الوجه مصمم على شكل مستويات عريضة بدون إضافة ملحقات خطية، وعلاج العيون، بغطاء علوي مجعد يمر فوق الجزء السفلي، يستدعي سمات مشتركة في المنحوتات المخصصة للقرنين الثالث والثاني قبل الميلاد». 

مع هذا البحث، بدأت الأدلة تشير إلى أن التمثال الذي ينتمي إلى ذاكرة القراءة فقط له خصائص مختلفة عند مقارنته مع التماثيل البطلمية الأخرى من الفترة 240-200 قبل الميلاد. تحدى بحث بيانكي أول تعريف مقبول بشكل عام للتمثال من خلال تأريخ القطعة بين 200 و 100 قبل الميلاد، ومن خلال إعطاء ميزة لإمكانية أن التمثال يصور في الواقع آلهة.

### 2000s - الحاضر

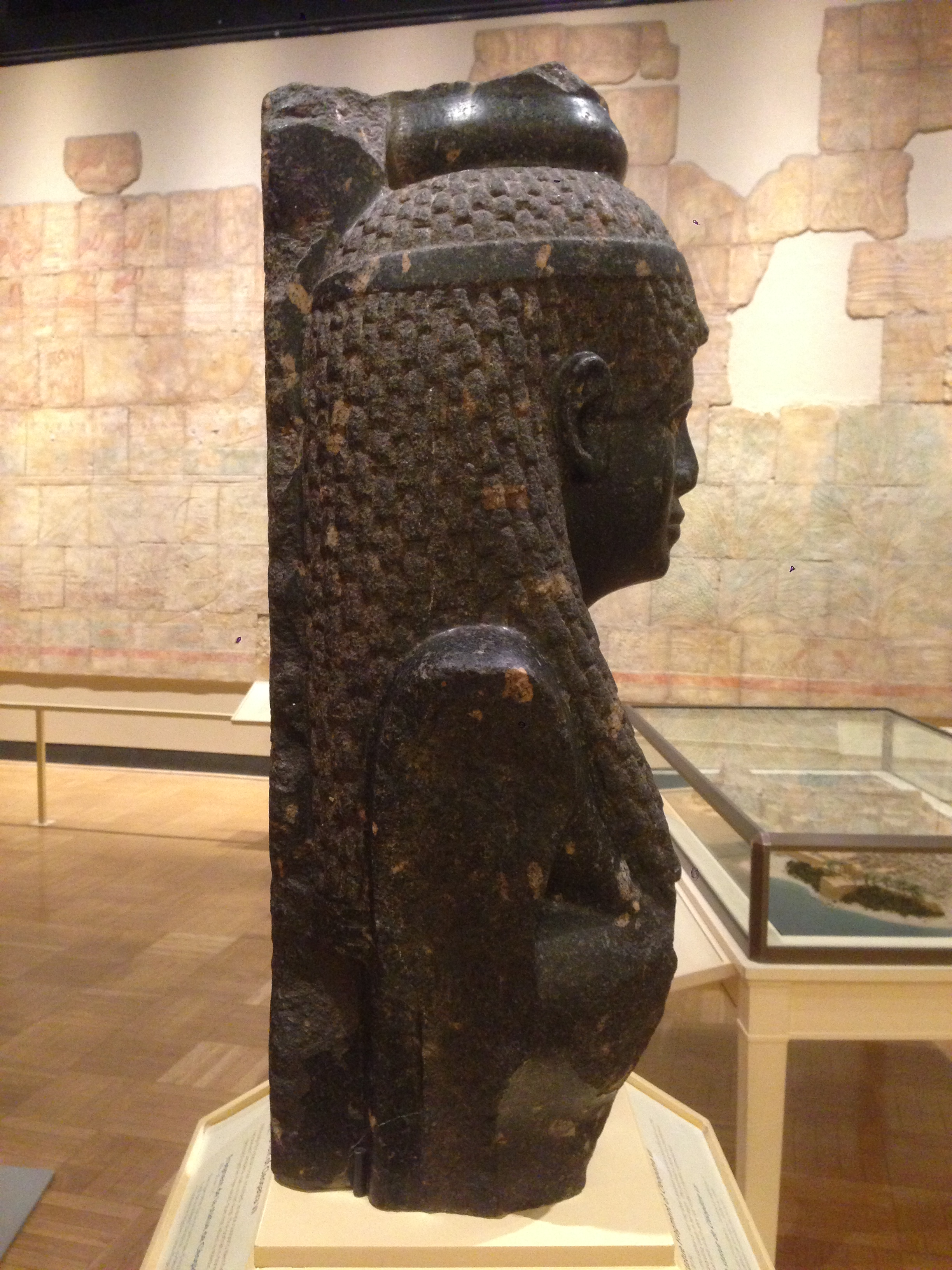
لاحظ العمود الخلفي الكبير البارز من الجزء الخلفي للنحت وقاعدة التاج في الجزء العلوي من الرأس

تركز سالي آن أشتون من متحف فيتزويليام على «العمود الخلفي الممتد غير المعتاد مع التاج وخصائص الصورة المستديرة، والتي عند الفحص الدقيق لها صدى ولكنها لا تتطابق تمامًا مع تلك التي كانت موجودة في أوائل العصر البطلمي»  في تحديد تاريخ التمثال.
- ملامح الوجه: أثناء فحص وجه التمثال، لاحظت آشتون «في المظهر الجانبي، يبدو الوجه مسطحًا وزاويًا تقريبًا، وهي سمة مميزة لنسخ العصر الروماني للنحت البطلمي». وتضيف أن «النمذجة الواضحة حول العينين نموذجية لمنحوتات الفترة الرومانية ويمكن العثور عليها في العديد من تماثيل أبي الهول وصور الإمبراطور بصفته فرعونًا». 

قد يكون النسخ الروماني لتقاليد النحت البطلمي جزئيًا بسبب السياسة التي أدخلتها كليوباترا السابعة. كما كتبت أشتون "بحثًا تم إجراؤه لمعرض كليوباترا مصر بالمتحف البريطاني، اكتشف العلماء أن كليوباترا السابعة كانت لديها سياسة ربط نفسها بأرسينوي الثانية ". تضمنت هذه السياسة "نسخ التماثيل التي ترجع إلى عصر أرسينوي (الفترة البطلمية المبكرة) التي ظلت إلهة مشهورة في العصر الروماني. 
في إشارة إلى المحاولات السابقة لتحديد الهوية استنادًا إلى ملامح الوجه، لاحظت آشتون أنه «ليس من المستغرب إذن أن بعض السمات ذات الطراز السابق وجدت طريقها إلى الذخيرة الرومانية المصرية في زمن كليوباترا، وهو ما يفسر أيضًا سبب كفاح العلماء لوضع قطعة ROM».
- العمود الخلفي والتاج: أقامت أشتون صلة بين التمثال الموجود في ذاكرة القراءة فقط وقطعة متطابقة تقريبًا من متحف بيتري للآثار المصرية، الكلية الجامعية، لندن، «التي تشترك في العمود والتاج غير العاديين، وترتبط أيضًا بالقرن الأول قبل الميلاد. ولكليوباترا نفسها».

وعادة ما «يمتد العمود الخلفي إلى ما وراء رأس التمثال فقط في التمثال الضخم لدعم غطاء الرأس». كانت منحوتات ROM و Petrie «أصغر من الحجم الطبيعي»  ولكن كلاهما يشتركان في الأعمدة الخلفية التي تحدد الخصائص. في حين أن القطعة الموجودة في ROM لا تحتوي على أي نقوش محددة، فإن النحت الموجود في متحف بيتري يقرأ ويقرأ «أخت الملك وزوجة الملك». يحدد النقش الموجود على تمثال بيتري أن القطعة من كليوباترا السابعة في وقت ما بين 46-47 قبل الميلاد.
قدم تاج التمثال (المكسور الآن) رابطًا آخر لتحديد التمثال. "من حيث الشكل، فإن المنحوتات ROM و Petrie هي نفسها؛ كلاهما لهما تاج منحوت من نفس كتلة الحجر مثل التمثال."  يمكن العثور على الفروق بين التيجان على غطاء رأس التمثال. يحتوي تمثال الروم على الصل (الكوبرا) المنحوت في غطاء الرأس، بينما تحتوي قطعة بيتري على ثلاثة. كانت إحدى الكوبرا تشير عادةً إلى كونها "مرتبطة بأرسينوي الثاني " وهي ملكة نعرف الآن أن كليوباترا السابعة كانت مرادفة لها، من خلال السياسة. كانت ثلاثة كوبرا هي التمييز المعتاد الذي ستستخدمه كليوباترا السابعة في الزخارف. مع وضع هذا في الاعتبار، افترضت أشتون أن "تمثال ROM قد يكون بالتالي رابطًا مفقودًا - تمثيل مبكر جدًا للملكة، في وقت قبل أن تتبنى الكوبرا الثلاثة، ربما خلال فترة حكمها المبكرة مع بطليموس الثالث عشر.  هذا من شأنه أن يؤرخ التمثال من 51 إلى 47 قبل الميلاد.
حاليًا، يُقرأ ملصق القطع الأثرية لتمثال كليوباترا السابعة لمتحف أونتاريو الملكي على النحو التالي:
جزء من تمثال كليوباترا السابع
69 - 30 ق
على الرغم من عدم وجود نقش على هذا التمثال، إلا أن التحليل يدعم تحديد هوية كليوباترا الشهيرة في وقت مبكر من عهدها. تم عمل البورتريه بأسلوب مصري تقليدي مثالي لا يعكس المظهر الواقعي.

## التحليل الثقافي

### مصري قديم
تشير روبرتا شو، مساعدة أمين معرض الثقافات العالمية في متحف أونتاريو الملكي، إلى أن «التمثال ربما وقف خارج بعض المباني البلدية المهمة. ربما معبد، ربما مكتبة الإسكندرية الشهيرة».  ينبع معنى القطعة في الثقافة المصرية القديمة من دورها كتمثال بلدي. توضح الطبيعة الصغيرة الحجم أن التمثال كان يمكن رؤيته يوميًا بالنسبة للمصريين البطلميين المتأخرين؛ كان سيتم عرضه على مستوى يمكن للجمهور التعرف عليه بسهولة على أنه كليوباترا السابعة.
على النقيض من ذلك، فإن التماثيل النصفية الرومانية لكليوباترا التي نجت، بما في ذلك برلين كليوباترا في متحف ألتيس والفاتيكان كليوباترا في متاحف الفاتيكان (باستثناء تمثال نصفي لمتحف كليوباترا البريطاني المتنازع عليه الآن يعتقد أنها امرأة رومانية تقلد تسريحة شعرها)، الملكة بصفتها ملكًا يونانيًا هلنستيًا بإكليل ملكي وتصفيفة شعر «بطيخ» لأسلافها اليونانيين البطلميين أرسينوي الثاني وبرينيس الثاني.   تمثال نصفي هلنستي في متحف شرشال الأثري بالجزائر يظهر كليوباترا مرة أخرى وهي ترتدي التاج الملكي، رمز الملكية اليونانية، ولكن مع تسريحة شعر مختلفة عن تماثيل برلين والفاتيكان.  يوجد تمثال نصفي روماني آخر من رخام باريان لكليوباترا في متاحف كابيتولين في روما، لكنه يظهر عليها وهي ترتدي غطاء رأس نسر على الطراز المصري بدلاً من إكليل.

### العصر الحديث
تكمن أهمية التمثال في العصر الحديث في ندرته وخصائصه الأكاديمية. فيما يتعلق بالندرة، ذكرت روبرتا شو أن «تمثال كليوباترا السابعة للقرص الروماني يشكل جزءًا من زوج»، ويعتقد أن «التمثال الشقيق يقيم في الإسكندرية».  هذا الزوج فريد من نوعه، حيث لم يتم اكتشاف أي زوج فريد آخر من التماثيل ذات الصلة لهذه الملكة القديمة الشهيرة خلال الفترة 69 - 30 قبل الميلاد (على الرغم من وجود تماثيل أخرى لها). لهذا السبب، فإن تمثال ROM يعطي كل الفرص لفحص أسلوب النحت البطلمي / الروماني في مصر، ووضع جدول زمني لنحت الفترة الأخرى، وكما تقول أشتون «من المحتمل أن تظهر لنا أقدم تمثيلات لكليوباترا في دورين: ملكة وإلهة مصر». 